# Uhnów (przystanek kolejowy)
Uhnów (ukr. Угнів) – przystanek kolejowy w miejscowości Zastawne, w rejonie czerwonogrodzkim, w obwodzie lwowskim, na Ukrainie. Leży na linii Rawa Ruska – Czerwonogród. Nazwa pochodzi od pobliskiego miasta Uhnów.
Dawniej stacja kolejowa. Istniała przed II wojną światową. Do 1951 leżała w Polsce, w latach 1945 - 1951 będąc polską stacją graniczną na granicy z Związkiem Sowieckim. W latach 1949–1951 istniało połączenie z Hrebennym omijające tereny radzieckie.